# Michael Saunders
Cet article concerne le joueur de baseball. Pour le scientifique, voir Michael Saunders (scientifique).
Michael Edward Saunders (né le 19 novembre 1986 à Victoria, Colombie-Britannique, Canada) est un voltigeur des Phillies de Philadelphie de la Ligue majeure de baseball.
Il joue auparavant pour les Mariners de Seattle et les Blue Jays de Toronto, et représente ces derniers au match des étoiles 2016.

## Ligue majeure de baseball

### Mariners de Seattle
Michael Saunders est repêché au 11e tour de sélection par les Mariners de Seattle en 2004. Il joue sa première partie dans les majeures avec cette équipe le 25 juillet 2009. Il réussit ses deux premiers coups sûrs le 26 avril face aux Indians de Cleveland.
Au cours de la saison 2009, il apparaît dans 46 parties des Mariners, frappant dans une moyenne au bâton de ,221 avec 27 coups sûrs et 4 points produits.
À sa saison recrue en 2010, Saunders frappe 10 circuits et produit 33 points en 100 matchs joués avec les Mariners. Il frappe le premier circuit de sa carrière aux dépens du lanceur des Angels Ervin Santana le 9 mai.

### Blue Jays de Toronto
Le 3 décembre 2014, Seattle échange Saunders aux Blue Jays de Toronto contre le lanceur gaucher J. A. Happ.

## International
Michael Saunders a représenté le Canada au tournoi de baseball olympique des Jeux d'été de Pékin en 2008. Il participe avec Équipe Canada à la Classique mondiale de baseball 2013, où il frappe pour ,727 de moyenne au bâton avec un circuit et 7 points produits en 3 matchs.